# Protestantische Kirche (Obermoschel)
Die evangelische Stadtkirche von Obermoschel ist neben der Burgruine Landsberg das Wahrzeichen der kleinsten pfälzischen Stadt und das bekannteste Bauwerk des Architekten Friedrich Gerhard Wahl.

## Baugeschichte
Um 1785 war die alte Kirche von Obermoschel der Bevölkerung zu klein geworden. Man schritt nun zum Neubau der baufälligen Kirche. Innerhalb von drei Jahren (1786–1789) entstand nach Plänen des Friedrich Gerhard Wahl eine größere, barocke Stadtkirche als fünfachsiger, emporeloser Saalbau mit einem 35 Meter hohen Westturm, der seitdem das Stadtbild prägt. Die Kirche erinnert stark an die im Zweiten Weltkrieg zerstörte protestantische Stadtkirche von Annweiler am Trifels, die ebenfalls von Wahl errichtet wurde.

## Beschreibung
Die Kirche ist 40 Meter lang, 12 Meter breit und ohne Turm 25 Meter hoch. Sie hat 437 Sitzplätze und die Ausstattung aus der Erbauerzeit ist vollständig erhalten. Die Orgel wurde 1968 von der Firma Oberlinger erneuert.